# زعفران حرموني
الزعفران الحرموني (باللاتينية: Crocus hermoneus) نوع نباتي ينتمي إلى جنس الزعفران من الفصيلة السوسنية.

## الموئل والانتشار
ينتشر في بلاد الشام في المناطق الجبلية العالية.

## مرادفات للاسم العلمي
- (باللاتينية: Crocus cancellatus var. hermoneus (Kotschy ex Maw) Mouterde)
- (باللاتينية: Crocus hermoneus subsp. palaestinus Feinbrun)